# Myanmar i olympiska sommarspelen 2016
Myanmar deltog med sju deltagare vid de olympiska sommarspelen 2016 i Rio de Janeiro. Ingen av landets deltagare erövrade någon medalj.

## Bågskytte
| Bågskytt    | Gren                          | Rankningsomgång | Rankningsomgång | Omgång 1           | Omgång 2          | Omgång 3           | Kvartsfinal       | Semifinal         | Final / BM        | Final / BM       |
| Bågskytt    | Gren                          | Poäng           | Seed            | Motståndare Poäng  | Motståndare Poäng | Motståndare Poäng  | Motståndare Poäng | Motståndare Poäng | Motståndare Poäng | Placering        |
| ----------- | ----------------------------- | --------------- | --------------- | ------------------ | ----------------- | ------------------ | ----------------- | ----------------- | ----------------- | ---------------- |
| San Yu Htwe | Damernas individuella tävling | 608             | 51              | Kuoppa (FIN) W 7–3 | Brown (USA) W 7–3 | Ki B-b (KOR) L 0–6 | Gick inte vidare  | Gick inte vidare  | Gick inte vidare  | Gick inte vidare |

## Friidrott
Förkortningar
- Notera– Placeringar avser endast det specifika heatet.
- Q = Tog sig vidare till nästa omgång
- q = Tog sig vidare till nästa omgång som den snabbaste förloraren eller, i fältgrenarna, genom placering utan att nå kvalgränsen
- NR = Nationellt rekord
- N/A = Omgången fanns inte i grenen
- Bye = Idrottaren behövde inte tävla i omgången

Bana och väg
| Idrottare    | Gren                  | Heat     | Heat      | Semifinal        | Semifinal        | Final            | Final            |
| Idrottare    | Gren                  | Resultat | Placering | Resultat         | Placering        | Resultat         | Placering        |
| ------------ | --------------------- | -------- | --------- | ---------------- | ---------------- | ---------------- | ---------------- |
| San Naing    | Herrarnas 5 000 meter | 15:51,05 | 24        | i.u.             | i.u.             | Gick inte vidare | Gick inte vidare |
| Swe Li Myint | Damernas 800 meter    | 2:16,98  | 8         | Gick inte vidare | Gick inte vidare | Gick inte vidare | Gick inte vidare |

## Judo
| Idrottare     | Gren                           | Omgång 1             | Omgång 2               | Kvartsfinaler        | Semifinaler          | Återkval             | Final / BM           | Final / BM       |                  |
| Idrottare     | Gren                           | Motståndare Resultat | Motståndare Resultat   | Motståndare Resultat | Motståndare Resultat | Motståndare Resultat | Motståndare Resultat | Placering        |                  |
| ------------- | ------------------------------ | -------------------- | ---------------------- | -------------------- | -------------------- | -------------------- | -------------------- | ---------------- | ---------------- |
| Yan Naing Soe | Herrarnas halv tungvikt −100kg | Bye                  | George (TTO) W 002–000 | Frey (GER) L 000–100 | Gick inte vidare     | Gick inte vidare     | Gick inte vidare     | Gick inte vidare | Gick inte vidare |